# Northbridge (Massachusetts)
Northbridge é uma vila localizada no condado de Worcester no estado estadounidense de Massachusetts. No Censo de 2010 tinha uma população de 15.707 habitantes e uma densidade populacional de 335,87 pessoas por km².

## Geografia
Northbridge encontra-se localizado nas coordenadas 42° 07′ 42″ N, 71° 39′ 28″ O. Segundo o Departamento do Censo dos Estados Unidos, Northbridge tem uma superfície total de 46.76 km², da qual 44.72 km² correspondem a terra firme e (4.38%) 2.05 km² é água.

## Demografia
Segundo o censo de 2010, tinha 15.707 pessoas residindo em Northbridge. A densidade populacional era de 335,87 hab./km². Dos 15.707 habitantes, Northbridge estava composto pelo 95.95% brancos, o 0.71% eram afroamericanos, o 0.15% eram amerindios, o 1.01% eram asiáticos, o 0.01% eram insulares do Pacífico, o 0.67% eram de outras raças e o 1.5% pertenciam a duas ou mais raças. Do total da população o 3.13% eram hispanos ou latinos de qualquer raça.